# Von Ahlefeldt
Ahlefeldt är en tysk adelsätt som också kallats Rumohr och Bosendahl ellerBotzendal. Släkten kom 1143 från Lågtyskland och utbredde sig över Holstein, Schleswig, Mecklenburg och Danmark. Stamgodset var Friedrichshof  i Ahlefeld, (Kreis Rendsburg-Eckernförde)

## Historia
Benedict Ahlefeldt (död omkring 1340) var den första av släkten som veterligen trädde i dansk tjänst. Hans ättlingar förvärvade stora godsdomäner främst i Sønderjylland och Holstein och blev mycket utbrett, flera personer nådde framstående poster i de danska kungarnas tjänst. Henneke von Ahlefeldt nämns på 1400-talet, gift med Anna Breide, dotter till Povl Breide.
Frederik Ahlefeldt blev 1665 tysk riksgreve och 1672 dansk länsgreve.
En sonsons son till Frederik Ahlefeldt, erhöll 1785 rätt att bära namnet Ahlefeldt-Laurvigen. De flesta av dennes ättlingar skriver sig Ahlefeldt-Laurvig.

## Svenska adelsätten Ahlefelt nr 850
Stamfadern Gregorius Ahl, var krigare och systerson till Johan Botvidsson, adlad Gyllensting. Han deltog i danska kriget och sedermera från 1645 i tyska kriget, och adlades Ahlefelt 1673. Trots att denna svenska ätt förde ett snarlikt, eller identiskt vapen med den urgamla danska släkten von Ahlefeldt, har inget samband mellan ätterna kunna bekräftas. Gregorius Ahlefelt introducerades 1675 med nummer 850 och var gift med Anna Svinhufvud.
Hans son Johan var 1701 med vid Riga och Dünaströmmen, vid Klissow och Thorn 1702.
Ätten Ahlefelt utslocknade på Sveriges riddarhus 1809 med fältväbeln vid Västgötadals regement Carl Adam Ahlefelt.

## I Sverige ointroducerade yngre ätten Ahlefeld
Till Sverige kom den 1868 då det från Schleswig inflyttade lantrådet Detlef August von Ahlefeld förvärvade godset Skillinge säteri utanför Ängelholm och blev svensk undersåte 1871. Denna gren kallar sig von Ahlefeldt. I april 2016 var 17 personer med namnet von Ahlefeld bosatta i Sverige.